# Buskskikt

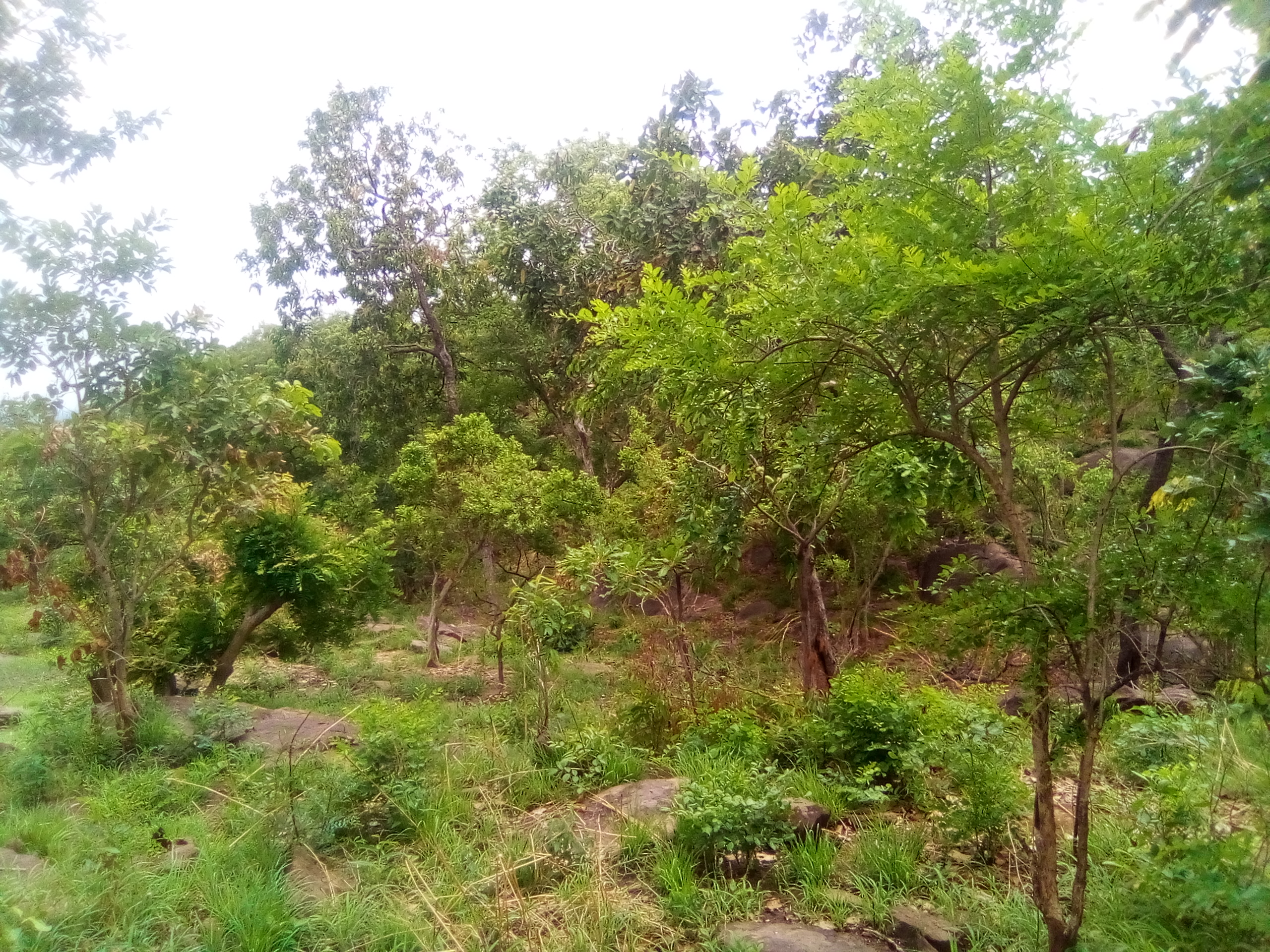
Buskar och småträd i Gambaga i Ghana.

Buskskiktet eller snårskiktet är inom botaniken den del av vegetationen i exempelvis en skog som når över markvegetationen men inte upp till trädkronorna. Den övre gränsen för buskskiktet brukar sättas till omkring fyra meter.